# Northern Kings
Northern Kings – fiński zespół metalowy założony w 2007 roku, grający metalowe covery, głównie utworów z lat 80. Grupa została założona przez czterech fińskich wokalistów o wyrobionej marce na scenie metalowej. Ich pierwszy singel, wydany 24 września 2007 roku, nosi nazwę We Don't Need Another Hero i był oryginalnie wykonywany przez Tinę Turner. Pierwszy album, wydany tuż przed świętami Bożego Narodzenia, zdobył status złotej płyty w Finlandii.

## Dyskografia
| Rok  | Tytuł                                                               | Pozycja na liście | Certyfikat         |
| Rok  | Tytuł                                                               | FIN               | Certyfikat         |
| ---- | ------------------------------------------------------------------- | ----------------- | ------------------ |
| 2007 | Reborn - Data: 31 października 2007 - Wydawca: Warner Music Finland | 7                 | - FIN: złota płyta |
| 2008 | Rethroned - Data: 19 listopada 2008 - Wydawca: Warner Music Finland | 16                |                    |

| 2007                           | "We Don't Need Another Hero" | 7 | Reborn    |
| 2008                           | "Kiss From A Rose"           | — | Rethroned |
| "—" pozycja nie była notowana. |                              |   |           |